# 夢見る隙間
「夢見る隙間」（ゆめみるすきま）は、aikoの楽曲。2015年4月29日に33作目のシングルとしてポニーキャニオンからリリースされた。

## 解説
- 前作「あたしの向こう」からおよそ5カ月ぶりのリリース[2][3]。2015年第1弾シングル。初回生産盤はカラートレイ＆8P限定ブックレット仕様[4]。
- カップリング曲には、ホーユー「ビューティラボ ホイップヘアカラー」CMソングの「未来を拾いに」などが収録される[4]。
- Love Like Rock vol.7ライブ会場限定盤として「噛めないけどね！CD」が限定発売された。こちらは「夢見る隙間」のみを収録したCDとLove Like Pop vol.17.5のライブ映像とバックステージ映像を収録したDVDの2枚組となっている[5]。

## 収録曲
1. 夢見る隙間
  - 2015年4月24日放送の『ミュージックステーション』（テレビ朝日）でテレビ初披露したほか複数の音楽番組に出演した[6]。
  - 好きな人と一緒にいると”今日が最後かもしれない”といつも思ってしまうという感覚が着想になっている。[7]
2. 未来を拾いに
  - ホーユー「ビューティラボ ホイップヘアカラー」CMソング。
  - 未来を悲観することなく、前向きな気持ちになってもらいたいという想いが込められている[7]。
  - ライブでしばしば歌われる曲であるが、原曲よりもアップテンポで歌われることが多い。
3. さよなランド
  - ライブのエンドで流せる曲を作りたいと思って書いた曲[7]。

### 詳細
| 全作詞・作曲: AIKO。 |                               |           |            |                |      |
| #                    | タイトル                      | 作詞      | 作曲・編曲 | 編曲           | 時間 |
| 1.                   | 「夢見る隙間」                | AIKO      | AIKO       | OSTER project  | 3:43 |
| 2.                   | 「未来を拾いに」              | AIKO      | AIKO       | Kano Kawashima | 4:19 |
| 3.                   | 「さよなランド」              | AIKO      | AIKO       | OSTER project  | 5:30 |
| 4.                   | 「夢見る隙間 (instrumental)」 | AIKO      | AIKO       |                | 3:39 |
| 合計時間:            | 合計時間:                     | 合計時間: | 17:12      |                |      |